# The Voice of Germany/Staffel 5
Die fünfte Staffel der Gesangs-Castingshow The Voice of Germany wurde vom 15. Oktober 2015 bis 17. Dezember 2015 ausgestrahlt. Sie wurde von Thore Schölermann und Lena Gercke moderiert. Die Jury bestand aus Stefanie Kloß, dem Jurorenduo Michi und Smudo, Rea Garvey sowie Andreas Bourani. Siegerin wurde Jamie-Lee Kriewitz aus der Coachinggruppe von Michi und Smudo.

## Moderation und Jury
Wie die drei vorangegangenen Staffeln wurde die Sendung von Thore Schölermann moderiert. Anstatt der Backstage-Moderation früherer Staffeln gab es erstmals eine Co-Moderation, diese Rolle übernahm Lena Gercke.
Zur Jury gehörten wie im Vorjahr die Sängerin Stefanie Kloß, die Hip-Hop-Musiker Michi und Smudo, der Gitarrist und Sänger Rea Garvey sowie erstmals der Liedermacher Andreas Bourani.

## Erste Phase: Die Blind Auditions
Die Castings zur fünften Staffel fanden im Februar und März 2015 statt, wurden aber nicht im Fernsehen gezeigt. Die Blind Auditions wurden vom 6. bis 9. Juli 2015 im Studio Adlershof in Berlin aufgezeichnet und vom 15. Oktober bis zum 6. November 2015 in acht Fernsehsendungen ausgestrahlt. Die Jury wählte 68 Kandidaten – davon vier Duos und zwei Trios – in die zweite Phase, in die alle Coaches mit je 17 Teilnehmern einzogen.
Alle vier Jurystimmen erhielten die Kandidaten Ayke Witt, Matthias Nzola Zanquila, Natascha Herrmann, Jamie-Lee Kriewitz, Denise Beiler, Mishka Mackova, Marc Huschke, Cheryl Vorsterman van Oijen, Tiffany Kemp, Dimi Rompos, Konstantin Kuhn, Anny und Lissy Klein, Rachelle Jeanty, Tobias Vorwerk, Alicia-Awa Beissert, Isabel Ment und Jonny-Lee Möller. Von diesen siebzehn entschieden sich sechs für Stefanie Kloß, sechs für Rea Garvey, drei für Michi und Smudo und zwei für Andreas Bourani als Coach.
| Folge  | Die Coaches und ihre Kandidaten                      | Die Coaches und ihre Kandidaten                  | Die Coaches und ihre Kandidaten                                   | Die Coaches und ihre Kandidaten                     |
| Folge  | Rea Garvey                                           | Stefanie Kloß                                    | Michi und Smudo                                                   | Andreas Bourani                                     |
| ------ | ---------------------------------------------------- | ------------------------------------------------ | ----------------------------------------------------------------- | --------------------------------------------------- |
| 01     | Sabrina Gerard Denise Beiler                         | Natascha Herrmann Linus Bruhn                    | Matthias Nzola Zanquila Jamie-Lee Kriewitz                        | Ayke Witt SameDay Records                           |
| 02     | Marc Huschke Sarah Trumpfheller                      | Mishka Mackova Cheryl Vorsterman van Oijen       | Azim Touré und Robin Carpe Elly Vardanian                         | Nicole Basan Anina Sara Baumgartner                 |
| 03     | Gella Scheven Tiffany Kemp Konstantin Kuhn           | Dimi Rompos Milos Malesevic Anny und Lissy Klein |                                                                   | Michael Bauereiß Markus Buck                        |
| 04     | Rachelle Jeanty Clara Rothländer Oscar Ivo Ackermann | Cihan Morsünbül                                  | Lisa Carter Ute Ullrich Carl Ellis                                | Andrea Zug                                          |
| 05     | Die Ladys Josephine Seehawer                         | Mimi Elsässer Mitchy und André Katawazi          | Tobias Vorwerk Jazzy Gudd                                         | Samuel Türksoy Alicia-Awa Beissert Debby van Dooren |
| 06     | Jonas Stuch                                          | Isabel Ment Marlene Wieser Norman Strauss        | Anja Backus Dany Fernandez Peralta und Steve vom Wege Mary Summer | Aitana Zienert Navas Lamin Chaib                    |
| 07     | Joshua Harfst Jonny-Lee Möller                       | Jaqueline Stürmer Markus Bremm                   | Meike Rosendahl Cuba Stern Junior Julian Adler                    | Can Yalin Sarah-Ann Stenglein                       |
| 08     | Roma Schneider Alexander Wolff                       | Daniela Hertje Nastassja Andrearczyk             | Alegra Weng Johannes Leis-Bendorff                                | Rebecca Strumpen Anna Zuegg Dijana Jashari          |
| Gesamt | 17                                                   | 17                                               | 17                                                                | 17                                                  |

## Zweite Phase: Die Battle Round
Die Battle Round wurde am 1. und 2. September 2015 in Berlin aufgezeichnet und vom 12. bis 20. November 2015 in vier Fernsehsendungen ausgestrahlt. In allen vier Gruppen trugen die 17 Kandidaten jeweils sieben Eins-gegen-Eins-Duelle und ein Dreier-Battle aus. Der jeweilige Coach bestimmte einen der Battle-Teilnehmer, der direkt in die nächste Phase kam. Wie in der dritten und vierten Staffel konnten auch die unterlegenen Battle-Kandidaten in die nächste Phase kommen, und zwar wenn einer der anderen Coaches sie übernahm. Alle vier Coaches übernahmen je zwei Kandidaten aus anderen Gruppen, so dass alle vier Coachinggruppen mit zehn Teilnehmern in die nächste Phase gingen.
| Folge | Coach           | Battle | Direkt weitergewählter Kandidat | Song                                                             | Unterlegener Kandidat                     | Unterlegener Kandidat                     | Neuer Coach des unterlegenen Kandidaten |
| ----- | --------------- | ------ | ------------------------------- | ---------------------------------------------------------------- | ----------------------------------------- | ----------------------------------------- | --------------------------------------- |
| 09    | Rea Garvey      | 1      | Denise Beiler                   | Hedonism (Just Because You Feel Good) von Skunk Anansie          | Rachelle Jeanty                           | Rachelle Jeanty                           | Stefanie Kloß                           |
| 09    | Andreas Bourani | 2      | Can Yalin                       | 9 Crimes von Damien Rice                                         | Debby van Dooren                          | Debby van Dooren                          | —                                       |
| 09    | Stefanie Kloß   | 3      | Dimi Rompos                     | Changing von Sigma und Paloma Faith                              | Marlene Wieser                            | Marlene Wieser                            | Andreas Bourani                         |
| 09    | Michi und Smudo | 4      | Carl Ellis                      | The World’s Greatest von R. Kelly                                | Cuba Stern Junior                         | Cuba Stern Junior                         | —                                       |
| 09    | Stefanie Kloß   | 5      | Isabel Ment                     | Hero von Family of the Year                                      | Norman Strauss                            | Norman Strauss                            | —                                       |
| 09    | Andreas Bourani | 6      | Alicia-Awa Beissert             | 1 Thing von Amerie                                               | Dijana Jashari                            | Dijana Jashari                            | Michi und Smudo                         |
| 09    | Rea Garvey      | 7      | Alexander Wolff                 | My Way von Frank Sinatra                                         | Marc Huschke                              | Marc Huschke                              | —                                       |
| 10    | Stefanie Kloß   | 8      | Cheryl Vorsterman van Oijen     | Don’t Let Go (Love) von En Vogue                                 | Jaqueline Stürmer                         | Jaqueline Stürmer                         | Michi und Smudo                         |
| 10    | Andreas Bourani | 9      | Michael Bauereiß                | You Get What You Give von New Radicals                           | Markus Buck                               | Markus Buck                               | —                                       |
| 10    | Rea Garvey      | 10     | Clara Rothländer                | Hold My Hand von Jess Glynne                                     | Gella Scheven                             | Jonny-Lee Möller                          | —                                       |
| 10    | Michi und Smudo | 11     | Elly Vardanian                  | Glory Box von Portishead                                         | Ute Ullrich                               | Ute Ullrich                               | —                                       |
| 10    | Stefanie Kloß   | 12     | Milos Malesevic                 | Cryin’ von Aerosmith                                             | Natascha Herrmann                         | Natascha Herrmann                         | —                                       |
| 10    | Andreas Bourani | 13     | Samuel Türksoy                  | Photograph von Ed Sheeran                                        | Anna Zuegg                                | Anna Zuegg                                | —                                       |
| 10    | Stefanie Kloß   | 14     | Mitchy und André Katawazi       | Uptown Funk von Mark Ronson featuring Bruno Mars                 | Nastassja Andrearczyk                     | Nastassja Andrearczyk                     | —                                       |
| 10    | Rea Garvey      | 15     | Konstantin Kuhn                 | Back to Black von Amy Winehouse                                  | Tiffany Kemp                              | Tiffany Kemp                              | Andreas Bourani                         |
| 11    | Stefanie Kloß   | 16     | Cihan Morsünbül                 | Ich will nur von Philipp Poisel                                  | Mimi Elsässer                             | Markus Bremm                              | —                                       |
| 11    | Michi und Smudo | 17     | Matthias Nzola Zanquila         | Am I Wrong von Nico & Vinz                                       | Mary Summer                               | Mary Summer                               | Rea Garvey                              |
| 11    | Andreas Bourani | 18     | Lamin Chaib                     | Nichts geht mehr von Johannes Oerding                            | Sarah-Ann Stenglein                       | Sarah-Ann Stenglein                       | —                                       |
| 11    | Rea Garvey      | 19     | Joshua Harfst                   | Hold Back the River von James Bay                                | Roma Schneider                            | Roma Schneider                            | —                                       |
| 11    | Stefanie Kloß   | 20     | Linus Bruhn                     | Riptide von Vance Joy                                            | Anny und Lissy Klein                      | Anny und Lissy Klein                      | —                                       |
| 11    | Michi und Smudo | 21     | Jazzy Gudd                      | Fühlt sich wie fliegen an von Max Herre featuring Cro und Clueso | Julian Adler                              | Julian Adler                              | Stefanie Kloß                           |
| 11    | Andreas Bourani | 22     | Aitana Zienert Navas            | Little Talks von Of Monsters and Men                             | SameDay Records                           | SameDay Records                           | —                                       |
| 11    | Michi und Smudo | 23     | Alegra Weng                     | Stadt von Cassandra Steen featuring Adel Tawil                   | Anja Backus                               | Johannes Leis-Bendorff                    | —                                       |
| 11    | Rea Garvey      | 24     | Sarah Trumpfheller              | Angels von Within Temptation                                     | Sabrina Gerard                            | Sabrina Gerard                            | —                                       |
| 12    | Michi und Smudo | 25     | Tobias Vorwerk                  | Hey Ya! von OutKast                                              | Lisa Carter                               | Lisa Carter                               | —                                       |
| 12    | Andreas Bourani | 26     | Ayke Witt                       | Keinen Zentimeter von Clueso                                     | Anina Sara Baumgartner                    | Anina Sara Baumgartner                    | —                                       |
| 12    | Rea Garvey      | 27     | Oscar Ivo Ackermann             | Venus von Shocking Blue                                          | Die LADYs                                 | Die LADYs                                 | —                                       |
| 12    | Michi und Smudo | 28     | Azim Touré und Robin Carpe      | Like I Love You von Justin Timberlake                            | Dany Fernandez Peralta und Steve vom Wege | Dany Fernandez Peralta und Steve vom Wege | —                                       |
| 12    | Stefanie Kloß   | 29     | Daniela Hertje                  | Lovefool von The Cardigans                                       | Mishka Mackova                            | Mishka Mackova                            | Rea Garvey                              |
| 12    | Andreas Bourani | 30     | Rebecca Strumpen                | The Best von Bonnie Tyler                                        | Nicole Basan                              | Andrea Zug                                | —                                       |
| 12    | Rea Garvey      | 31     | Josephine Seehawer              | Counting Stars von OneRepublic                                   | Jonas Stuch                               | Jonas Stuch                               | —                                       |
| 12    | Michi und Smudo | 32     | Jamie-Lee Kriewitz              | Royals von Lorde                                                 | Meike Rosendahl                           | Meike Rosendahl                           | —                                       |

| Die Coaches und ihre Kandidaten nach den Battles | Die Coaches und ihre Kandidaten nach den Battles | Die Coaches und ihre Kandidaten nach den Battles | Die Coaches und ihre Kandidaten nach den Battles |
| Rea Garvey | Stefanie Kloß | Michi und Smudo | Andreas Bourani |
| --- | --- | --- | --- |
| Denise Beiler Alexander Wolff Clara Rothländer Konstantin Kuhn Joshua Harfst Sarah Trumpfheller Oscar Ivo Ackermann Josephine Seehawer Mary Summer Mishka Mackova | Dimi Rompos Isabel Ment Cheryl Vorsterman van Oijen Milos Malesevic Mitchy und André Katawazi Cihan Morsünbül Linus Bruhn Daniela Hertje Rachelle Jeanty Julian Adler | Carl Ellis Elly Vardanian Matthias Nzola Zanquila Jazzy Gudd Alegra Weng Tobias Vorwerk Azim Touré und Robin Carpe Jamie-Lee Kriewitz Dijana Jashari Jaqueline Stürmer | Can Yalin Alicia-Awa Beissert Michael Bauereiß Samuel Türksoy Lamin Chaib Aitana Zienert Navas Ayke Witt Rebecca Strumpen Marlene Wieser Tiffany Kemp |
| 10 (8+2) | 10 (8+2) | 10 (8+2) | 10 (8+2) |

## Dritte Phase: Die Knockouts
Die Knockouts wurden am 29. und 30. September 2015 in Berlin aufgezeichnet und in zwei Fernsehsendungen am 26. und 27. November 2015 ausgestrahlt. Jeder Coach teilte seine zehn Kandidaten in zwei Fünfergruppen ein, in denen alle Teilnehmer nacheinander einen selbstgewählten Song vortrugen. Der Coach wählte einen Kandidaten jeder Fünfergruppe sowie einen weiteren seiner Kandidaten für die Liveshows aus. Damit gingen alle vier Coaches mit je drei Teilnehmern in die Liveshow-Phase. Von diesen zwölf Kandidaten hatten neun in den Blind Auditions alle vier Jurystimmen erhalten, nämlich Denise Beiler, Cheryl Vorsterman van Oijen, Dimi Rompos, Isabel Ment, Tobias Vorwerk, Jamie-Lee Kriewitz, Matthias Nzola Zanquila, Ayke Witt und Tiffany Kemp.
| Folge | Coach           | Auftritt | Kandidat                    | Song                                         |
| ----- | --------------- | -------- | --------------------------- | -------------------------------------------- |
| 13    | Rea Garvey      | 1        | Konstantin Kuhn             | Deeper Underground von Jamiroquai            |
| 13    | Rea Garvey      | 2        | Mary Summer                 | Put Your Records On von Corinne Bailey Rae   |
| 13    | Rea Garvey      | 3        | Denise Beiler               | Eye of the Needle von Sia                    |
| 13    | Rea Garvey      | 4        | Alexander Wolff             | Rule the World von Take That                 |
| 13    | Rea Garvey      | 5        | Sarah Trumpfheller          | Broken von Seether featuring Amy Lee         |
| 13    | Rea Garvey      | 6        | Josephine Seehawer          | Brother von Mighty Oaks                      |
| 13    | Rea Garvey      | 7        | Clara Rothländer            | Stop! von Sam Brown                          |
| 13    | Rea Garvey      | 8        | Oscar Ivo Ackermann         | Insekten im Eis von Jennifer Rostock         |
| 13    | Rea Garvey      | 9        | Mishka Mackova              | Grow von Frances                             |
| 13    | Rea Garvey      | 10       | Joshua Harfst               | I Know von Tom Odell                         |
| 13    | Michi und Smudo | 11       | Jaqueline Stürmer           | I’ll Be There von The Jackson Five           |
| 13    | Michi und Smudo | 12       | Jazzy Gudd                  | Elektrisches Gefühl von Juli                 |
| 13    | Michi und Smudo | 13       | Azim Touré und Robin Carpe  | Roses von OutKast                            |
| 13    | Michi und Smudo | 14       | Elly Vardanian              | Gravity von DJ Fresh featuring Ella Eyre     |
| 13    | Michi und Smudo | 15       | Tobias Vorwerk              | Oft gefragt von AnnenMayKantereit            |
| 13    | Michi und Smudo | 16       | Dijana Jashari              | Say My Name von Destiny’s Child              |
| 13    | Michi und Smudo | 17       | Carl Ellis                  | Love’s Devine von Seal                       |
| 13    | Michi und Smudo | 18       | Jamie-Lee Kriewitz          | Berlin von Ry X                              |
| 13    | Michi und Smudo | 19       | Alegra Weng                 | Niemand (was wir nicht tun) von Joy Denalane |
| 13    | Michi und Smudo | 20       | Matthias Nzola Zanquila     | Without You von David Guetta featuring Usher |
| 14    | Andreas Bourani | 21       | Ayke Witt                   | So oder so von Bosse                         |
| 14    | Andreas Bourani | 22       | Aitana Zienert Navas        | I’m Not the Only One von Sam Smith           |
| 14    | Andreas Bourani | 23       | Rebecca Strumpen            | Halt dich an mir fest von Revolverheld       |
| 14    | Andreas Bourani | 24       | Tiffany Kemp                | Teardrops von Womack & Womack                |
| 14    | Andreas Bourani | 25       | Can Yalin                   | Home von Michael Bublé                       |
| 14    | Andreas Bourani | 26       | Lamin Chaib                 | Bye Bye von Cro                              |
| 14    | Andreas Bourani | 27       | Marlene Wieser              | Don’t Speak von No Doubt                     |
| 14    | Andreas Bourani | 28       | Samuel Türksoy              | New Shoes von Paolo Nutini                   |
| 14    | Andreas Bourani | 29       | Alicia-Awa Beissert         | Cool for the Summer von Demi Lovato          |
| 14    | Andreas Bourani | 30       | Michael Bauereiß            | Ohne Dich von Alexander Knappe               |
| 14    | Stefanie Kloß   | 31       | Mitchy und André Katawazi   | Hot Fudge von Robbie Williams                |
| 14    | Stefanie Kloß   | 32       | Milos Malesevic             | Have I Told You Lately von Van Morrison      |
| 14    | Stefanie Kloß   | 33       | Rachelle Jeanty             | Kiss von Prince                              |
| 14    | Stefanie Kloß   | 34       | Isabel Ment                 | Fragile von Sting                            |
| 14    | Stefanie Kloß   | 35       | Cheryl Vorsterman van Oijen | I Have Nothing von Whitney Houston           |
| 14    | Stefanie Kloß   | 36       | Daniela Hertje              | Seven Nation Army von The White Stripes      |
| 14    | Stefanie Kloß   | 37       | Julian Adler                | Zuhause von Adel Tawil featuring Matisyahu   |
| 14    | Stefanie Kloß   | 38       | Linus Bruhn                 | Little Things von One Direction              |
| 14    | Stefanie Kloß   | 39       | Dimi Rompos                 | Real Love von Clean Bandit und Jess Glynne   |
| 14    | Stefanie Kloß   | 40       | Cihan Morsünbül             | Weil du mich liebst? von J-Luv               |

## Vierte Phase: Die Live-Sendungen
Es fanden drei Live-Sendungen am 3., 10. und 17. Dezember 2015 in Berlin statt. Damit wurde die Anzahl der Liveshows gegenüber früheren Staffeln weiter reduziert: in Staffel 1 wurden noch sieben Shows live übertragen, in Staffel 2 sechs Shows und in Staffel 3 und 4 noch jeweils vier Shows. Erstmals wurden alle Live-Sendungen vom Fernsehsender ProSieben übertragen. Anders als in früheren Staffeln verteilten die Coaches keine Prozentpunkte, sondern wählten lediglich in der ersten Liveshow einen ihrer drei Kandidaten für die zweite Liveshow aus. Alle weiteren Entscheidungen fielen per Televoting durch die Zuschauer. Das Finale erreichten zwei Schützlinge von Andreas Bourani, einer von Stefanie Kloß, einer von Michi und Smudo und keiner von Rea Garvey. Ab dem 2. Dezember konnten die zwölf eigenen Songs, welche die zwölf Kandidaten im Studio eingesungen hatten, als Downloads heruntergeladen werden.

### Ergebnistabelle
| Coach: Michi und Smudo      | Coach: Michi und Smudo | Coach: Michi und Smudo | Coach: Michi und Smudo |
| Name                        | Erste Liveshow         | Halbfinale             | Finale                 |
| --------------------------- | ---------------------- | ---------------------- | ---------------------- |
| Jamie-Lee Kriewitz          | Weiter                 | Weiter                 | 1. Platz               |
| Tobias Vorwerk              | Weiter                 | Ausgeschieden          |                        |
| Matthias Nzola Zanquila     | Ausgeschieden          |                        |                        |
| Coach: Andreas Bourani      |                        |                        |                        |
| Name                        | Erste Liveshow         | Halbfinale             | Finale                 |
| Ayke Witt                   | Weiter                 | Weiter                 | 2. Platz               |
| Tiffany Kemp                | Weiter                 | Weiter                 | 3. Platz               |
| Michael Bauereiß            | Ausgeschieden          |                        |                        |
| Coach: Stefanie Kloß        |                        |                        |                        |
| Name                        | Erste Liveshow         | Halbfinale             | Finale                 |
| Isabel Ment                 | Weiter                 | Weiter                 | 4. Platz               |
| Dimi Rompos                 | Weiter                 | Ausgeschieden          |                        |
| Cheryl Vorsterman van Oijen | Ausgeschieden          |                        |                        |
| Coach: Rea Garvey           |                        |                        |                        |
| Name                        | Erste Liveshow         | Halbfinale             | Finale                 |
| Denise Beiler               | Weiter                 | Ausgeschieden          |                        |
| Mary Summer                 | Weiter                 | Ausgeschieden          |                        |
| Joshua Harfst               | Ausgeschieden          |                        |                        |

### Erste Liveshow
In der ersten Liveshow am 3. Dezember 2015 kamen acht der zwölf Kandidaten weiter. In jeder Coachinggruppe trugen die drei Teilnehmer hintereinander einen Song vor, wonach der Coach einen seiner Kandidaten in die nächste Runde wählte. Von den restlichen acht Teilnehmern aller Gruppen kamen die im Televoting vier Bestplatzierten ebenfalls weiter. Es hätten also alle drei Kandidaten eines Coaches in die nächste Runde kommen können. Tatsächlich kamen schließlich aus jeder der vier Gruppen zwei Kandidaten ins Halbfinale. Bis auf Mary Summer hatte jeder Halbfinalist in den Blind Auditions vier Jurystimmen erhalten.
Sarah Connor führte ihr Lied Deutsches Liebeslied mit den zwölf Kandidaten auf.
| Coach           | Auftritt | Kandidat                    | Song                                            | Entscheidung    |
| --------------- | -------- | --------------------------- | ----------------------------------------------- | --------------- |
| Rea Garvey      | 1        | Denise Beiler               | Waiting All Night von Rudimental                | durch Coach     |
| Rea Garvey      | 2        | Joshua Harfst               | Bad Blood von Taylor Swift                      | ausgeschieden   |
| Rea Garvey      | 3        | Mary Summer                 | Hello von Adele                                 | durch Zuschauer |
| Andreas Bourani | 4        | Michael Bauereiß            | Tage wie diese von Die Toten Hosen              | ausgeschieden   |
| Andreas Bourani | 5        | Tiffany Kemp                | Writing’s on the Wall von Sam Smith             | durch Zuschauer |
| Andreas Bourani | 6        | Ayke Witt                   | Du trägst keine Liebe in dir von Echt           | durch Coach     |
| Stefanie Kloß   | 7        | Cheryl Vorsterman van Oijen | Imagine von John Lennon                         | ausgeschieden   |
| Stefanie Kloß   | 8        | Isabel Ment                 | I Want You Back von The Jackson Five            | durch Zuschauer |
| Stefanie Kloß   | 9        | Dimi Rompos                 | Flugzeuge im Bauch von Herbert Grönemeyer       | durch Coach     |
| Michi und Smudo | 10       | Matthias Nzola Zanquila     | What Do You Mean? von Justin Bieber             | ausgeschieden   |
| Michi und Smudo | 11       | Jamie-Lee Kriewitz          | Lights Will Guide Me von Fahrenhaidt            | durch Coach     |
| Michi und Smudo | 12       | Tobias Vorwerk              | I Don’t Care as Long as You Sing von Beatsteaks | durch Zuschauer |

### Halbfinale
Im Halbfinale am 10. Dezember 2015 kamen vier der acht Kandidaten weiter. Jeder Teilnehmer trug einen Song vor, außerdem sang jeder Coach zusammen mit seinen beiden Kandidaten einen aktuellen eigenen Song. Da die vier bestplatzierten Teilnehmer ausschließlich durch Televoting ermittelt wurden, hatte kein Coach einen Finalplatz sicher. Schließlich schieden die beiden Kandidatinnen von Rea Garvey aus, dagegen erreichten beide Teilnehmer von Andreas Bourani das Finale.
Robin Schulz führte ein Medley (Sun Goes Down, Headlights, Show Me Love und Sugar) mit den acht Halbfinalisten auf.
| Coach           | Kandidat           | Song                                                         | Song mit Coach                                        |
| --------------- | ------------------ | ------------------------------------------------------------ | ----------------------------------------------------- |
| Andreas Bourani | Ayke Witt          | Bauch und Kopf von Mark Forster                              | Hey von Andreas Bourani                               |
| Andreas Bourani | Tiffany Kemp       | Girl on Fire von Alicia Keys                                 | Hey von Andreas Bourani                               |
| Stefanie Kloß   | Dimi Rompos        | Ich kenne nichts (das so schön ist wie du) von Xavier Naidoo | Leichtes Gepäck von Silbermond                        |
| Stefanie Kloß   | Isabel Ment        | Try von Nelly Furtado                                        | Leichtes Gepäck von Silbermond                        |
| Michi und Smudo | Jamie-Lee Kriewitz | Warriors von Imagine Dragons                                 | Name drauf von Die Fantastischen Vier featuring Seven |
| Michi und Smudo | Tobias Vorwerk     | Lila Wolken von Marteria, Yasha und Miss Platnum             | Name drauf von Die Fantastischen Vier featuring Seven |
| Rea Garvey      | Denise Beiler      | Can’t Feel My Face von The Weeknd                            | Fire von Rea Garvey                                   |
| Rea Garvey      | Mary Summer        | Stole the Show von Kygo featuring Parson James               | Fire von Rea Garvey                                   |

### Finale
Die dritte Liveshow, das Finale, fand am 17. Dezember 2015 statt. Jeder Finalteilnehmer trug seinen eigenen neuen Song vor und sang außerdem ein Duett mit einem Gastkünstler: Tiffany Kemp sang gemeinsam mit James Morrison, Isabel Ment mit Ellie Goulding, Ayke Witt mit Cro und Jamie-Lee Kriewitz mit Jess Glynne. Alle vier Finalisten sangen zudem mit Elle King deren Hit Ex’s & Oh’s. Außerdem trat die Band Coldplay mit ihrem Song Adventure of a Lifetime auf. Die per Televoting ermittelte Siegerin war Jamie-Lee Kriewitz. Damit gewann wie in Staffel 4 ein Schützling von Michi und Smudo den Wettbewerb.
| Rang | Kandidat           | Coach           | Songs                    | Songs                             | Televoting |
| ---- | ------------------ | --------------- | ------------------------ | --------------------------------- | ---------- |
| 1    | Jamie-Lee Kriewitz | Michi und Smudo | eigener Song             | Ghost                             | 38,29 %    |
| 1    | Jamie-Lee Kriewitz | Michi und Smudo | Duett mit Gastkünstlerin | Take Me Home von Jess Glynne      | 38,29 %    |
|      |                    |                 |                          |                                   |            |
| 2    | Ayke Witt          | Andreas Bourani | eigener Song             | Bis gleich                        | 22,95 %    |
| 2    | Ayke Witt          | Andreas Bourani | Duett mit Gastkünstler   | Melodie von Cro                   | 22,95 %    |
|      |                    |                 |                          |                                   |            |
| 3    | Tiffany Kemp       | Andreas Bourani | eigener Song             | Have You Ever Been In Love        | 21,88 %    |
| 3    | Tiffany Kemp       | Andreas Bourani | Duett mit Gastkünstler   | Stay Like This von James Morrison | 21,88 %    |
|      |                    |                 |                          |                                   |            |
| 4    | Isabel Ment        | Stefanie Kloß   | eigener Song             | In Reverse                        | 16,89 %    |
| 4    | Isabel Ment        | Stefanie Kloß   | Duett mit Gastkünstlerin | Army von Ellie Goulding           | 16,89 %    |

## Einschaltquoten
Im Durchschnitt sahen 3,21 Millionen Zuschauer die fünfte Staffel von The Voice of Germany auf ProSieben und Sat.1, der Marktanteil beim Gesamtpublikum betrug 11,0 Prozent. In der Zielgruppe der 14- bis 49-Jährigen sahen im Durchschnitt 1,97 Millionen Zuschauer zu, was einem Marktanteil von 18,8 Prozent entsprach.
| Folge | Sendung         | Sender    | Datum                 | Zuschauer | Zuschauer       | Marktanteil | Marktanteil     | Quelle |
| Folge | Sendung         | Sender    | Datum                 | Gesamt    | 14 bis 49 Jahre | Gesamt      | 14 bis 49 Jahre | Quelle |
| ----- | --------------- | --------- | --------------------- | --------- | --------------- | ----------- | --------------- | ------ |
| 01    | Blind Auditions | ProSieben | Do, 15. Oktober 2015  | 3,81 Mio. | 2,41 Mio.       | 12,6 %      | 22,3 %          | [ 8 ]  |
| 02    | Blind Auditions | Sat.1     | Fr, 16. Oktober 2015  | 3,90 Mio. | 2,38 Mio.       | 13,0 %      | 22,8 %          | [ 9 ]  |
| 03    | Blind Auditions | ProSieben | Do, 22. Oktober 2015  | 3,57 Mio. | 2,25 Mio.       | 11,7 %      | 21,1 %          | [ 10 ] |
| 04    | Blind Auditions | Sat.1     | Fr, 23. Oktober 2015  | 3,73 Mio. | 2,08 Mio.       | 12,4 %      | 20,2 %          | [ 11 ] |
| 05    | Blind Auditions | ProSieben | Do, 29. Oktober 2015  | 3,72 Mio. | 2,33 Mio.       | 12,2 %      | 21,7 %          | [ 12 ] |
| 06    | Blind Auditions | Sat.1     | Fr, 30. Oktober 2015  | 3,89 Mio. | 2,13 Mio.       | 12,8 %      | 20,5 %          | [ 13 ] |
| 07    | Blind Auditions | ProSieben | Do, 5. November 2015  | 3,56 Mio. | 2,26 Mio.       | 11,8 %      | 21,0 %          | [ 14 ] |
| 08    | Blind Auditions | Sat.1     | Fr, 6. November 2015  | 3,97 Mio. | 2,21 Mio.       | 13,1 %      | 21,5 %          | [ 15 ] |
| 09    | Battle Round    | ProSieben | Do, 12. November 2015 | 3,10 Mio. | 2,13 Mio.       | 10,4 %      | 20,3 %          | [ 16 ] |
| 10    | Battle Round    | Sat.1     | Fr, 13. November 2015 | 2,97 Mio. | 1,72 Mio.       | 09,5 %      | 15,8 %          | [ 17 ] |
| 11    | Battle Round    | ProSieben | Do, 19. November 2015 | 3,07 Mio. | 2,00 Mio.       | 10,9 %      | 19,9 %          | [ 18 ] |
| 12    | Battle Round    | Sat.1     | Fr, 20. November 2015 | 3,32 Mio. | 1,76 Mio.       | 11,1 %      | 17,6 %          | [ 19 ] |
| 13    | Knockouts       | ProSieben | Do, 26. November 2015 | 2,81 Mio. | 1,75 Mio.       | 09,1 %      | 16,0 %          | [ 20 ] |
| 14    | Knockouts       | Sat.1     | Fr, 27. November 2015 | 2,84 Mio. | 1,56 Mio.       | 09,6 %      | 15,0 %          | [ 21 ] |
| 15    | Liveshow        | ProSieben | Do, 3. Dezember 2015  | 2,52 Mio. | 1,52 Mio.       | 09,0 %      | 15,4 %          | [ 22 ] |
| 16    | Liveshow        | ProSieben | Do, 10. Dezember 2015 | 2,44 Mio. | 1,45 Mio.       | 08,4 %      | 13,8 %          | [ 23 ] |
| 17    | Finale          | ProSieben | Do, 17. Dezember 2015 | 2,92 Mio. | 1,78 Mio.       | 10,2 %      | 17,0 %          | [ 24 ] |